# Глен Хоуп (Пенсилванија)
Глен Хоуп (енгл. Glen Hope) град је у америчкој савезној држави Пенсилванија.

## Демографија
По попису из 2010. године број становника је 142, што је 7 (-4,7%) становника мање него 2000. године.
| Група             | 2000.       | 2010.        |
| Белци             | 148 (99,3%) | 142 (100,0%) |
| Афроамериканци    | 0 (0,0%)    | 0 (0,0%)     |
| Азијати           | 0 (0,0%)    | 0 (0,0%)     |
| Хиспаноамериканци | 0 (0,0%)    | 0 (0,0%)     |
| Укупно            | 149         | 142          |